# Stary chram
Stary chram – debiutancki album białoruskiego zespołu punk-rockowego Mroja, wydany w 1986 roku.

## Lista utworów
| Nr | Tytuł utworu        | Oryginalna pisownia tytułu | Długość |
| -- | ------------------- | -------------------------- | ------- |
| 1. | „Nie zhubi”         | «Не згубі»                 | 3:56    |
| 2. | „Bieły ściah”       | «Белы сьцяг»               | 3:05    |
| 3. | „Czużanica”         | «Чужаніца»                 | 4:17    |
| 4. | „Wianie ruta”       | «Вяне рута»                | 3:01    |
| 5. | „Haspadar żyćcia”   | «Гаспадар жыцьця»          | 2:57    |
| 6. | „Zamieżny detektyu” | «Замежны дэтэктыў»         | 2:33    |
| 7. | „Maja miaża”        | «Мая мяжа»                 | 3:22    |
| 8. | „Koła”              | «Кола»                     | 3:34    |
| 9. | „Stary chram”       | «Стары храм»               | 3:08    |
|    |                     |                            | 29:53   |

## Twórcy
- Lawon Wolski – klawisze, wokal
- Uładzimir Dawydouski – gitara, chórki
- Juraś Laukou – gitara basowa, chórki
- Aleh Dziemidowicz – perkusja, chórki